# 足利三代木像梟首事件
足利三代木像梟首事件（あしかがさんだいもくぞうきょうしゅじけん）是幕末文久3年2月22日（1863年4月9日），尊皇攘夷志士將京都等持院的室町幕府初代將軍足利尊氏、2代義詮、3代義滿木像之頭顱砍斷，並偷出牌位，在賀茂川示眾的事件。

## 概要
實行者是平田派國學的門人三輪田元綱、師岡正胤和會津藩士等人。三輪田等人將足利將軍3代視為國賊，揭發其罪狀。在此之前的天誅大半以開國派或公武合体派的個人為目標，但是在此事件將足利將軍的木像梟首，隱含倒幕的意味，所以受到幕府的重視。
事件發生在浪士組上洛前，所以也被視為是挑戰幕府威信的行為。
京都守護職松平容保被事件激怒，4月逮捕犯人、8月处决。事件後強化浪士的取締。松平容保本來是與倒幕派對話的「言路洞開」之綏靖主義政策，後轉而採用壬生浪士組（後之新選組）等取締倒幕派。

## 關連項目
- 倒幕運動
- 明治維新
- 松平容保